# Европейская федерация журналистов
Европейская федерация журналистов (EFJ) — европейская региональная организация Международной федерации журналистов (IFJ). Это крупнейшая организация журналистов в Европе, представляющая около 320 000 журналистов в 71 журналистской организации в 43 странах.  Штаб-квартира находится в Брюсселе.

## История
EFJ была создана в 1994 году в рамках Конституции IFJ для представления интересов профсоюзов и ассоциаций журналистов и их журналистов. С февраля 2013 года в соответствии с бельгийским законодательством ей был присвоен независимый правовой статус (номер: 0503.985.472) как международной некоммерческой ассоциации (AISBL, association internationale sans but lucratif).

## Деятельность
EFJ борется за социальные и профессиональные права журналистов, работающих во всех секторах СМИ по всей Европе, через сильные профсоюзы и ассоциации. EFJ продвигает и защищает права на свободу выражения мнений и информации, гарантированные статьей 10 Европейской конвенции о правах человека, поддерживает свои членские организации в содействии развитию профсоюзов, найме новых членов, а также в поддержании или создании условий, обеспечивающих высокий уровень и независимость журналистов, плюрализм, следование общественным ценностям, гарантии достойного труда в СМИ. 
EFJ зарегистрирована в Регистре прозрачности ЕС (№ 27471236588-39). EFJ является членом Исполнительного комитета Европейской конфедерации профсоюзов (ETUC). 
EFJ признан Европейским союзом, Советом Европы и Европейской конфедерацией профсоюзов представительным голосом журналистов в Европе. 

## Внешние ссылки
- Официальный сайт EFJ